# Szvázik
A szvázik vagy szvatik (szvázi nyelven többes számban emaswati, egyes számban liswati) egy Dél-Afrikában őshonos bantu népcsoport, amely Szváziföld (Esvatini) független királyságát, valamint a Dél-Afrikai köztársaság Mpumalanga tartományát lakja. A szvázi a nguni nyelveket beszélő népek közé tartozik, amelyek eredete a régészeti kutatások szerint Kelet-Afrikáig vezethető vissza, ahol hasonló hagyományok, hiedelmek és kulturális szokások figyelhetők meg.
A szvázi nép önmegnevezése - svati - és a mai Eswatini Királyság a nevét II. Mswati után kapta, aki 1839-ben, apja, Sobhuza halála után lett király. Szváziföld területét először a szan nép lakta, a mai szvázik pedig Északkelet-Afrikából vándoroltak át először Mozambikba, és végül a 15. században telepedtek le Dél-Afrikában. Az uralkodócsalád származása egy I. Dlamini nevű törzsfőnökig vezethető vissza; róla nevezték el a dinasztiát  (Dlamini-ház). A klánok mintegy háromnegyede nguni; a többiek szotó, tsonga, egyéb északkelet-afrikai népek és szan népek leszármazottai. Ezek a csoportok szabadon házasodtak egymással. A szvázi identitás mindazokra kiterjed, akik hűségesek a két uralkodóhoz, a királyhoz (Ingvenyama „oroszlán”) és az anyakirálynőhöz (Indlovukati „nőstény elefánt”). A közös nyelv és kultúra egyesítik nemzetként a szvázikat.

## Történelem
A bakaNgwane („Ngwane népe”) kifejezést még mindig a szvázi nép megnevezésének egyik változata. A szvázi nép nagy része különféle nguni nyelveket beszélő népekből alakult ki, egy része azonban szotó klánoktól származik, akik szintén a mai Szváziföld lakói voltak. III. Dlamini vezetése alatt, 1750-ben telepedtek le a Pongola folyó mentén, ahol a folyó áthalad a Lubombo-hegységen. Később a Pongola-folyó mentén fekvő területre költöztek, amely a ndvandve nép közvetlen szomszédságában volt. III. Dlamini utódja III. Ngvane volt, akit a mai Szváziföld első királyának tartanak. Körülbelül 1745-től 1780-ig uralkodott Shiselweni régióban.
1815-ben I. Sobhuza lett Szváziföld királya, ő volt felelős a szváti hatalom megteremtéséért az ország középső részén. Itt a szvatik folytatták terjeszkedésüket, számos kisebb szotó és nguni nyelvű törzs meghódításával, hogy egy nagy, eységes államot építsenek ki, amelyet ma Szváziföldnek hívnak. I. Sobhuza uralkodása a Mfecane idején következett be. Sobhuza vezetése alatt a nguni és szotó népek, valamint a megmaradt szan csoportok beolvadtak a szvázi nemzetbe. Az ő uralkodása alatt Szváziföld mai határai a Dlamini királyok uralma alá kerültek.
Az 1830-as évek végén került sor az első kapcsolatfelvételre a búrokkal, akik azon a területen telepedtek le, amelyből később a Dél-afrikai Köztársaság lett. A szvázi nép eredeti területének jelentős részét átengedték a transzvaáli köztársaságban élő búroknak, akik az 1840-es években Lydenburg környékén telepedtek le. Szváziföld területét és királyát, II. Msvatit mind a Transvaal köztársaság, mind a brit birodalom elismerte. II. Mswati uralkodása alatt a szvázi nemzet egyesült. Ezt követően a „svati” megjelölést végül minden olyan népre alkalmazták, amely hűséget fogadott a királynak (ngvenyama).
Később Mbandzeni uralkodása alatt számos kereskedelmi, föld- és bányászati engedélyt adtak brit és búr telepeseknek. Ennek eredményeképpen a szvázi nép jelentős része végül Szváziföld területén kívül, a Dél-Afrikai köztársaságban telepedett le. A Transzvaal rendezéséről szóló 1881-es pretoriai egyezmény elismerte Szváziföld függetlenségét, és meghatározta annak határait. A király nem írta alá az egyezményt, de a szvázik azt állítják, hogy területük teljesen megegyezik az ország jelenlegi határaival. Nagy-Britannia 1903-ban védnökséget szerzett Szváziföld felett, függetlenséget 1968-ban kapta vissza.
Ma a szvázi nép tagjai Szváziföldön és a Dél-Afrikai köztársaságban is élnek. A dél-afrikai köztársaságban élő szvázik arról ismerhetők fel, hogy szvázi nyelven (sisvati) vagy annak valamelyik nyelvjárásán beszélnek. A Dél-Afrikai köztársaság mellett az Egyesült Királyságban is sok szvázi bevándorló él. A köztársaság területén élő szvázik száma valamivel nagyobb, mint Szváziföldön, amely megközelítőleg 1,2 millió fő. A jelenlegi törvények szerint a Szváziföld népességébe az ország minden állampolgára beletartozik, függetlenül etnikai hovatartozásától.

## Identitás
Szváziföld uralkodóinak története hosszú időre nyúlik vissza, amikor a Dlamini királyi család a Delagoa-öböl közelében élt. A szvázi népet mint nemzetet eredetileg 17 klán alkotta, amelyeket bemdzabuko („igazi szvázi”) néven ismertek, és amelyek a kezdeti időkben a Dlamini királyok kíséretét alkották. A 17 alapító klán a következő volt: Dlamini, Nhlabathi, Hlophe, Kunene, Mabuza, Madvonsela, Mamba, Matsebula, Mdluli, Motsa, Ngwenya, Shongwe, Sukati, Tsabedze, Tfwala, Mbokane és Zwane. További szvázi klánok az Emakhandzambili klánok („az előttük találtak”, Gamedze, Fakudze, Ngcamphalala és Magagula), ami azt jelenti, hogy már a szvázi bevándorlás és hódítás előtt a területen éltek. Az Emafikemuva („akik lemaradtak”), megnevezés azokra vonatkozik, akik később csatlakoztak a királysághoz.

## Kultúra

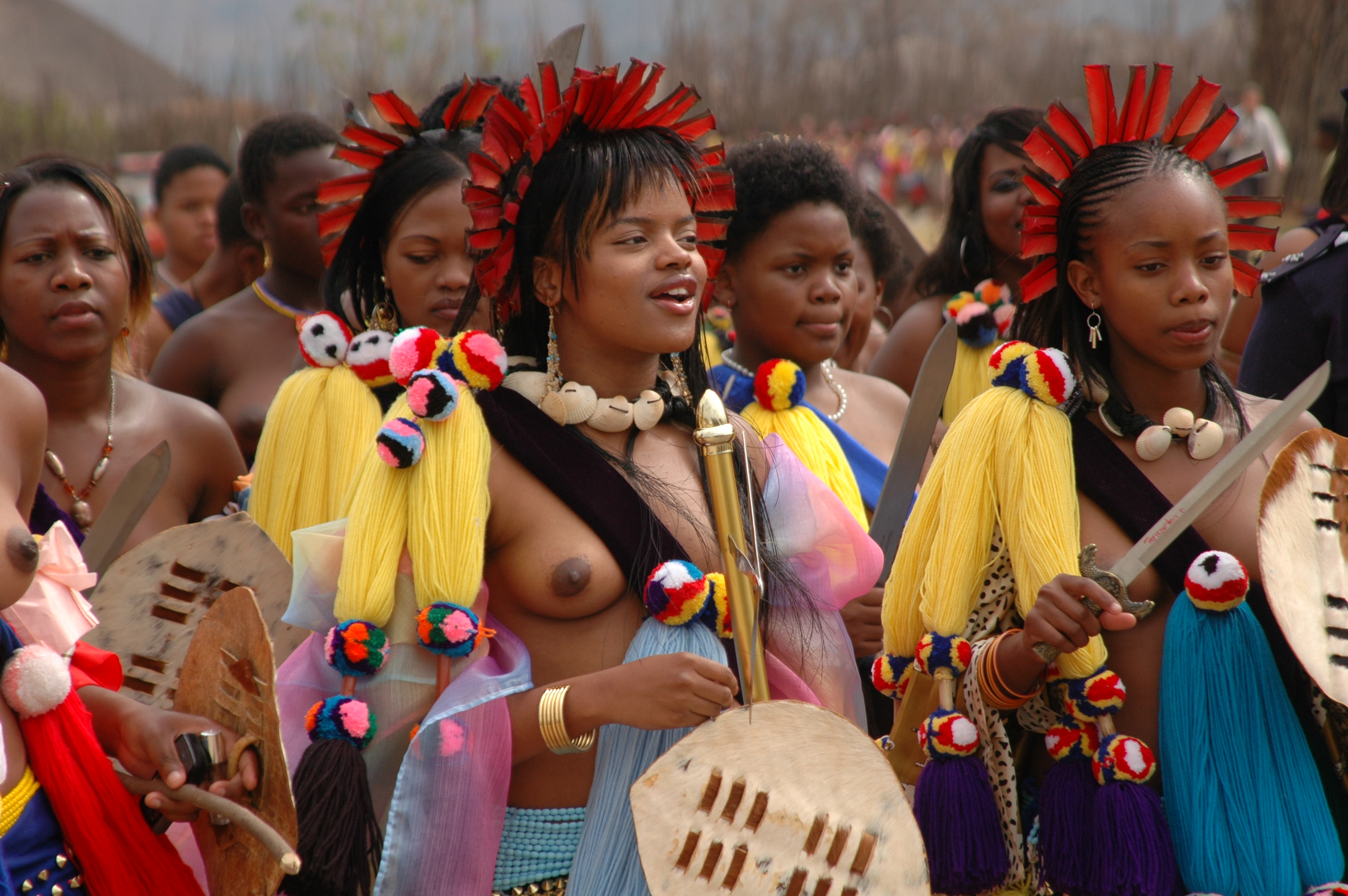
Sikhanyiso hercegnő umlangát táncol

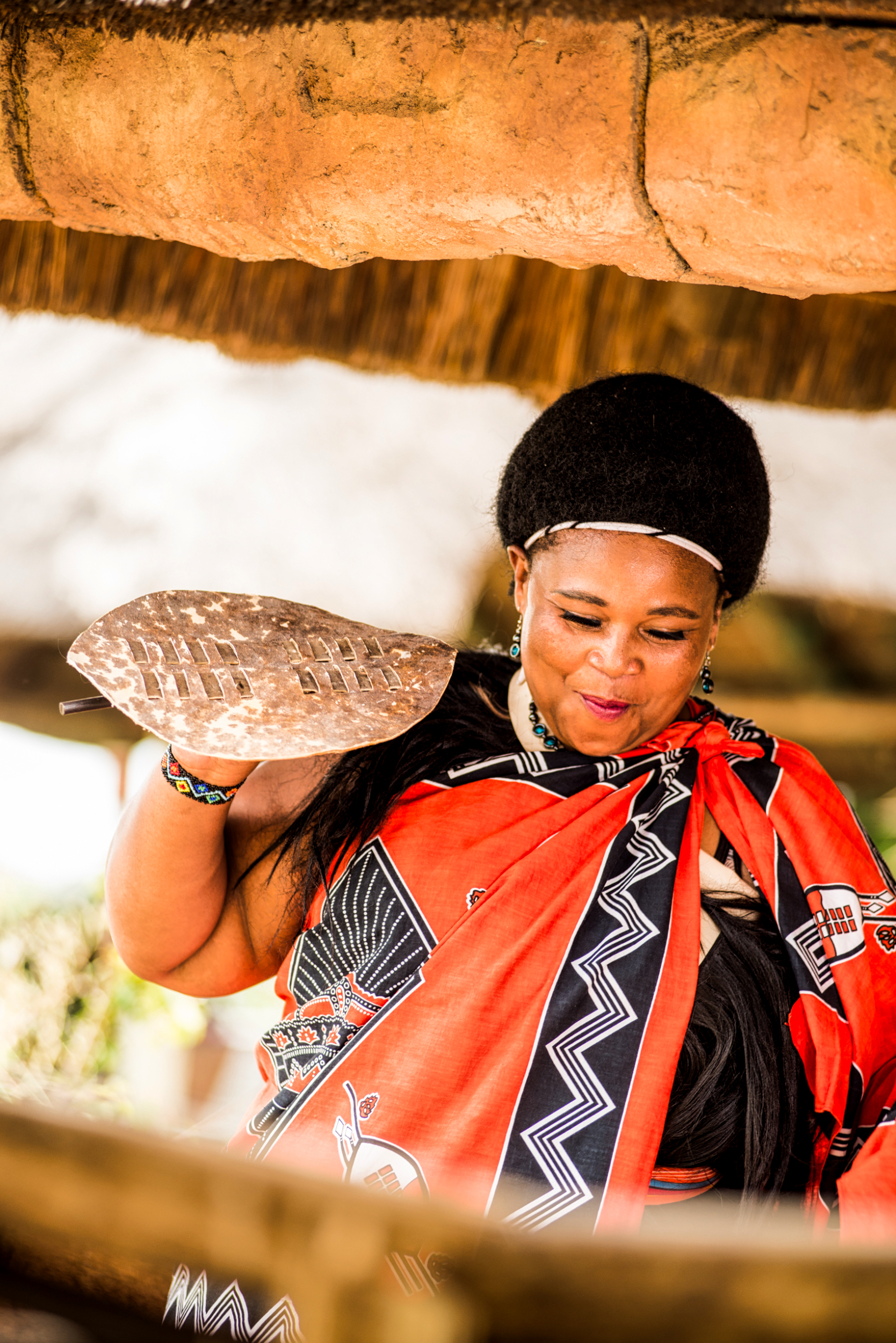
Egy szvázi nő táncol

A szvázi kultúrában kiemelkedő szerepet játszik a tánc és az éneklés, beleértve a dicsőítő éneket is. A fazekasság és a fafaragás kevésbé jelentős művészetek. A szvázi hagyományos házasságkötést umtsimbának nevezik; általában a száraz évszakban (júniustól augusztusig) egy hétvégén tartják. A menyasszony és rokonai péntek este mennek a vőlegény tanyájára. Szombaton reggel a násznép egy közeli folyó partján telepedik le, és a vőlegény családja által felajánlott kecske- vagy tehénhúst eszik; délután a vőlegény tanyáján táncolnak. Vasárnap reggel a menyasszony női rokonaival együtt egy lándzsát szúr a földbe a vőlegény szarvasmarha-kraal-jánál; a menyasszonyt később vörös okkerral kenik be. A kenés a házasság csúcspontja: egyetlen nőt sem lehet kétszer bekenni. A menyasszony ajándékokat ad a férjének és rokonainak. Az Umhlanga Szváziföld egyik legismertebb kulturális eseménye, amelyet augusztusban vagy szeptemberben tartanak fiatal, hajadon lányok számára, hogy hódoljanak a Ndlovukati előtt. Az Incwala egy másik szvázi kulturális esemény, amelyet decemberben vagy januárban tartanak, a holdfázisoktól függően. Ez a szertartás, amelyet „első gyümölcsök” szertartásának is neveznek, azt jelzi, hogy a király megkóstolja az új termést.

## Vallás
A hagyományos szvázi vallás Mvelincanti (aki kezdettől fogva ott volt) néven ismert teremtő istenség tiszteletére épül, miközben fontos az ősök imádata is. A legtöbb szvázi ezt a hitet a területre érkező európai hittérítők által megismert kereszténységgel együtt követi. Sokan továbbra is gyakorolják hagyományos vallási szokásaikat. A születéshez, halálhoz és házassághoz kapcsolódó szertartásokat a családok végzik el.

## Fordítás
Ez a szócikk részben vagy egészben  a   Swazi people című angol Wikipédia-szócikk ezen változatának fordításán alapul.  Az eredeti cikk szerkesztőit annak laptörténete sorolja fel. Ez a jelzés csupán a megfogalmazás eredetét és a szerzői jogokat jelzi, nem szolgál a cikkben szereplő információk forrásmegjelöléseként.